# Irataba
Irataba, également connu sous le nom Yara tav, né vers 1814 dans l'actuel État de l'Arizona et mort en mai 1874 à la Réserve indienne de Colorado River (en), est le dernier grand chef indépendant de la Nation nord-amérindienne des Mojaves.